# الملعب النابلي (كرة السلة)
الملعب النابلي لكرة السلة (بالفرنسية: Stade nabeulien (basket-ball))‏، هو نادي كرة سلة تونسي للمحترفين يقع مقره في مدينة نابل. تأسس النادي عام 1936، ويلعب في بطولة تونس لكرة السلة للرجال، الدرجة الأعلى للدوري في تونس، وحقق اللقب المحلي ثماني مرات، و يمثل تونس في المنافسات القارية والدولية.

## سجل ألقاب النادي لكرة السلة
الألقاب المحلية
- البطولة التونسية  (8) :

1963، 1975، 1989، 1992، 1996، 2006، 2008، 2010.
- كأس تونس  ★ (12) :

1966، 1973، 1980، 1990، 1993، 1996، 1997، 2004، 2007، 2008، 2009، 2010.
♦ الدور النهائي  (10) :
1967، 1968، 1979، 1987، 1991، 1994، 2003، 2006،2011، 2013.
- كأس السوبر (0) :

♦ الدور النهائي  (1) : 2004.
- كأس الجامعة (0) :

♦ الدور النهائي  (2) : 2015، 2020.
الألقاب الخارجية
- كأس العرب للأندية  (1) : 1997.

♦ الدور النهائي  (1) : 1993.
- كأس شمال أفريقيا للأندية  (1) : 1953.
- البطولة المغاربية للأندية (0) :

♦ الدور النهائي  (1) : 1989.

## وصلات خارجية
- صفحة الملعب النابلي لكرة السلة على موقع كوووة.
- الموقع الرسمي للجامعة التونسية لكرة السلة.